# Embuscade de Dogofry (2018)
Pour les articles homonymes, voir Embuscade de Dogofry.
Guerre du Mali
Batailles
L'embuscade de Dogofry a lieu le 31 juillet 2018 pendant la guerre du Mali.

## Déroulement
Le soir du 31 juillet 2018, deux jours après le premier tour de l'élection présidentielle malienne, un convoi de véhicule de l'armée malienne chargé de transporter du matériel et des documents électoraux, tombe dans une embuscade tendue par des djihadistes entre Dogofry et Nampala,,. L'attaque débute par l'explosion d'une mine au passage du convoi et suivie par une fusillade déclenchées par les djihadistes embusqués,.

## Pertes
Le 1er août, le ministère malien de la Défense annonce que le combat a fait quatre morts dans les rangs de l'armée, ainsi que huit tués du côté des djihadistes,. Des sources militaires et administratives citées la vieille par l'AFP donnent également ce bilan. Kibaru évoque pour sa part la mort de six militaires.